# Георге Лазар (Јаломица)
Георге Лазар (рум. Gheorghe Lazăr) насеље је у Румунији у округу Јаломица у општини Георге Лазар. Oпштина се налази на надморској висини од 27 m.

## Становништво
Према подацима из 2002. године у насељу је живело 2497 становника, од којих су сви румунске националности.